# 虹の黄昏
虹の黄昏（にじのたそがれ）は、日本のお笑いコンビ。

## メンバー
かまぼこ体育館（かまぼこたいいくかん、本名:伊藤 拓也（いとう たくや）1979年8月11日（45歳） - ）
立ち位置は向かって右。
茨城県取手市出身。血液型B型。趣味はクラブイベントに行く事。
R-1ぐらんぷりでは10年連続1回戦負けの記録を目指していたが、2013年は3回戦まで進出した。
この芸名は元々、同じ事務所に所属していたお笑いコンビ「ガロリン」の新コンビ名案として考えたものであったが、ガロリン（当時、現在は2人とも引退）は福田真希子（元・にわとりとたまご）の考案した『ハニーベージュ』の方を選んでこれに改名したため、選ばれなかった「かまぼこ体育館」は自分の芸名にしたという。
現在の芸名になる以前は「エクストリーム伊藤」「ハゲンティン・ハゲンティーノ」と名乗っていた。
野沢ダイブ禁止（のざわダイブきんし、本名:野沢 英史（のざわ えいじ）1979年6月9日（46歳） - ）
立ち位置は向かって左。
茨城県取手市出身。血液型AB型。趣味は音楽、ライブ鑑賞。姉がいる。
もじゃもじゃの髪型が特徴。元美容師。
「野沢ダイブ禁止」としてR-1ぐらんぷり2009に出場（2回戦敗退、伊藤が骨折による活動休止時もこの芸名で活動）。
小峠英二（バイきんぐ）と親交がある。
昔、好きだった女性に「君に似合うと思って買ってきたよ」と言って一輪の薔薇をプレゼントしたところ、振られた。
2019年8月28日、入籍を発表。
M-1グランプリ2023の1回戦に、虹の黄昏・モダンタイムスでユニット「老害マックス」として出場したが「ウケると思って」ストロングゼロを舞台上にぶちまけM-1史上初の失格処分となり、M-1を出禁になったととしみつのX上で語られた。しかし野沢本人は後日ラジオで意図的に撒いた訳ではなく開栓時に吹き出した過失である事、最後まで自分は酒盛りに反対していた事を述べ、出禁にもなっていないと弁明した。その後のM-1グランプリ2024にも「老害マックス」として出場し、3回戦進出を果たしている。
喚き-1グランプリでは通算で優勝4回と無類の強さを見せる。
2024年10月17日に自身のXで、第一子の誕生を報告した。

## 略歴
2005年4月、同じ高校の出身で友人からの紹介により知り合った二人で結成。同年9月にげんしじん事務所所属。初舞台は2005年6月のP級サマンサ。「地下芸人の帝王」と呼ばれる。コンビ名はかまぼこのブログのアドレスに由来する。
野沢のみ東京NSC10期生として在学していたことがある。入学後すぐ2ヶ月謹慎を喰らい掃除しかさせてもらえずいつの間にかフェードアウトした。
2016年末、テレビ朝日およびAbemaTV「お願い!ランキング」内のネタバトル企画『お願いマンピンコン』に出演。視聴者投票によるリーグ戦で7戦全敗。以降、ケンドーコバヤシ推薦芸人として登場機会が多くなる。
2019年11月22日、座・高円寺2で単独ライブ「虹の黄昏2019ジ高円寺超絶悶絶独壇場☆ハイパーMAXXXバディーフィールズエキサイティングフェスティバル＆カーニバル☆」を開催。
2020年11月30日をもって所属事務所であるげんしじん事務所を退社し、2020年12月1日よりフリーで活動。
2022年6月6日、1,018組がエントリーしたコンテスト「笑ラウドネスGP 2022」の決勝戦に進出。規模の大きなコンテストでは初のファイナリストとなった。

## 芸風
- 芸風は長めのショートコント。小道具とアクションを用いて2人とも理不尽なボケを繰り返すハイテンションなネタである。
- M-1グランプリにも出場しており、当初はコント同様に服を脱ぐ、小道具を使うなど荒唐無稽なネタを行っていたが[15]、2019年以降は比較的正統派の漫才を行った[16]。
- 最初に「百害あって一理なしコント」「低学歴丸出しコント」「真面目に見たら後悔するコント」「爆裂コント」「R指定ぶっちぎりコント」などと題してから始める。近年では「○○“アクション”」と呼称する場合も多い。併せてタイトルを言い、コントに入る際に「ドガ ボガ ボガン」と叫び、それぞれが一言ギャグを叫んでから始める。
- コントの終わりにはかまぼこが「実に完璧なネタだったな」、野沢が「間違いねえぜ」と共に褒め称えた後に「キーン」と言いながらポーズをとる。また、暗転の際には野沢が「Thank you baby」と叫んで終わる。
- 「和同開珎」「浜崎あゆみのロゴマーク」「佐野厄除け大師」など固有名詞を叫ぶギャグも多い。また「バイーン」というアゴを伸ばすようなギャグもある。
- ステージを横に飛んで、体が上下逆になった格好で止まるなどのパフォーマンスも多用される。
- 野沢がサングラスを取って、しじみのように小さな目だと言う事がある。※粗品フェイス、メイク前のババアも同義
- 主に上半身裸、または上半身裸にジャケット一枚といった姿で出演している。
- キングオブコント2021ではタイトルコールや導入のギャグなどのない正統派コントを披露し、初の準々決勝に進出した。2022年・2023年大会も準々決勝に進出。
- G★MENSの芸風が自分達の好きな芸風であったことが、現在の芸風を貫くきっかけとなった[17]。

### 著名人からの評価
- ハリウッドザコシショウは一押し芸人として2012年に自身のYouTubeチャンネルで紹介[18]。2022年には「ハリウッド軍団で次に売れるのは虹の黄昏」と評された[15]。
- カンニング竹山は「数々のネタ見せでネタをやりなさいと怒られたでしょうね」と評している[19]。
- 水溜りボンドは芸人時代に劇場で出会っており、「自分たちの原点」「憧れの存在」と評している[20]。
- あのは大ファンを公言しており[21]、番組で共演時に「今年一番笑った」「お家に持って帰りたい」と賛美を送った[22]。
- マヂカルラブリーは漫才論争へのアンサーLIVEにて「（漫才として）ルール違反。サッカーで呼んでるのにバーベキューしてるみたいな（ネタ）」と評している。
- 錦鯉の渡辺隆は「あれ、俺こんなに楽しんで漫才やってるかな?と思った。羨ましく思う」、また佐久間宣行は「二人とも「これが面白いからやっているんだ」と合致して続いているのは理想」と評している[23]。

## 出演

### テレビ

#### かつてのレギュラー
- 冗談騎士（BSフジ） - 2018年4月5日 - 2018年9月26日

#### その他
- やりすぎコージー（テレビ東京、2009年6月22日）-『芸人1300人が選ぶ! 今最もおもしろい芸人決定!! カウントダウン芸人2009』 VTR出演
- お正月だよ!Wコロン～うまいことヒットパレード～（あっ!とおどろく放送局、2009年）
- 爆笑オンエアバトル（NHK）戦績0勝3敗 最高325KB
- 爆笑トライアウト（NHK）
  - 会場審査は10位（317TP）、視聴者投票は9位（313票）。
- オンバト+（NHK総合）戦績0勝1敗 最高245KB
- デイリー中野（JCN中野、2007年）
- CTNスペシャル（JCN中野、2007年）
- ちょっとおトクなマネー塾（JCN中野、2007年）
- 行列のできる法律相談所（日本テレビ、2007年、2008年）伊藤のみ再現VTRに出演
- いつみても波瀾万丈（日本テレビ、2007年）伊藤のみ再現VTRに出演
- お台場お笑い道（フジテレビ721、2007年）伊藤のみ
- 中居のイケてるアスリート（日本テレビ、2006年）伊藤のみ再現VTRに出演
- リサイクル『ティファナ』（JCN武蔵野三鷹・JCN大田、2006年）
- 知って得する中野タウンガイド～リサイクルショップティファナ編～（JCN中野、2006年）
- あらびき団（TBSテレビ）
  - 2010年1月27日はかまぼこ体育館のみ、佐分利彩（元・にわとりとたまご）とのユニット「かまぼこ体育館feat.佐分利彩」として出演。
  - 2010年2月10日に、虹の黄昏として初出演。
- 新進気鋭（日本テレビ、2012年）
- おはスタ（テレビ東京） - 2013年12月5日、『ひなこ姫を起こせ!』に出演
- 魁!音楽番付（2014年7月30日、フジテレビ）
- プレミアの巣窟（フジテレビ）- 2015年1月20日
- 学生才能発掘バラエティ 学生HEROES!（テレビ朝日）- 2015年2月19日
- 有吉ジャポン（TBS）- 2015年12月5日、2017年6月16日
- ＃ハイ_ポール（フジテレビ）- 2016年6月17日
- お願い!ランキング（テレビ朝日）- 2016年11月2日・11月3日・11月9日・11月15日・11月16日・11月17日・11月22日・12月22日、2017年3月29日、2023年3月23日
- 新春さんま総選挙2017 → 明石家地下王国（TBS）- 2017年1月3日、2017年7月12日
- OWARAIブラックジャック（読売テレビ）- 2017年3月27日
- 冗談手帖（BSフジ） - 2017年6月7日
- 発掘!エトセトラさん（テレビ朝日）- 2017年6月16日
- 有田ジェネレーション（TBS） - 2018年2月8日
- タモリ倶楽部（テレビ朝日）- 2018年11月24日　『空耳アワー』VTRの演者として
- 全力!脱力タイムズ - 2018年12月7日・2019年7月12日
- 沼にハマってきいてみた（NHK Eテレ）- 2018年12月17日
- オスカル!はなきんリサーチ（テレビ朝日）- 2020年2月22日
- 新shock感（テレビ東京）- 2021年1月9日・3月13日
- マヂカルクリエイターズ（テレビ東京）- 2021年5月24日
- 千鳥のクセがスゴいネタGP（フジテレビ）- 2021年6月24日・2022年1月1日
- 賞金奪い合いネタバトル_ソウドリ〜SOUDORI〜（TBS）- 2021年10月11日・2024年3月26日
- 有吉の壁（日本テレビ）- 2022年2月16日
- らんきんぐバカ（読売テレビ）- 2022年3月20日
- ネタポン（CSテレ朝チャンネル1）- 2022年3月30日
- スッキリ!!（日本テレビ）- 2022年6月9日
- ぜにいたち（ABEMA）- 2022年6月13日・8月26日
- アルコ&ピースのメガホン二郎（テレビ東京）- 2022年7月30日
- ランジャタイのがんばれ地上波!（テレビ朝日）- 2022年10月5日 - 　ナレーション、野沢のみ
- ラヴィット!（TBS）- 2022年10月6日
- ぺこぱポジティブNEWS（テレビ朝日）- 2022年10月7日
- ぴったりにちようチャップリン（テレビ東京）- 2022年12月11日、2023年6月10日(老害マックスとして)
- ダウンタウンのガキの使いやあらへんで!! 第17回山-1グランプリ（日本テレビ） - 2023年1月22日
- それゆけ！大宮セブン（BSよしもと） - 2023年8月27日・9月3日
- お笑いの日2023 ラヴィット!Presentsつかみ-1グランプリ（TBS） - 2023年10月21日
- ザコシ倶楽部（スカイA）-2024年1月8日・2024年1月15日
- 錦鯉が行く！のりのり散歩 特別編（HTB）- 2024年11月2日
- ザコシ・くっきーのシュシュっとごくろうさん（Youtube）-  2025年1月6日
- すっかりにちようチャップリン（テレビ東京） - 2025年5月24日（老害マックスとして）
- MXグランプリ～異端芸人決定戦（TOKYO MX）-2025年6月29日

### ラジオ
レギュラー
- 湘南エンタメタウン ラジオですよ。（FM湘南ナパサ）- 毎月第1日曜日21:00 メインパーソナリティ
- CC☆STATION（エフエム那覇）
- 虹の黄昏の超絶バイーンラジオ（GERA放送局）　- 2021年1月22日から2021年3月5日 毎週金曜日20時更新
- 虹の黄昏の超絶バイーンラジオZ（GERA放送局）- 2021年6月4日から毎週金曜レギュラー配信

ゲスト
- おはよう!スプーン（ラジオ日本、2011年8月26日）SPコーナー「サムーソニック」に出演
- レコメン!（文化放送、2012年5月16日）
- 爆笑問題カーボーイ（TBSラジオ、2016年8月23日）
- マイナビ Laughter Night（TBSラジオ、2017年9月1日、2018年8月3日）
- 逆襲ザコシのチョゲチョゲPARK（AuDee）

| 『逆襲ザコシのチョゲチョゲPARK』（AuDee） - 主にコンビで不定期出演 | 『逆襲ザコシのチョゲチョゲPARK』（AuDee） - 主にコンビで不定期出演 | 『逆襲ザコシのチョゲチョゲPARK』（AuDee） - 主にコンビで不定期出演 | 『逆襲ザコシのチョゲチョゲPARK』（AuDee） - 主にコンビで不定期出演 | 『逆襲ザコシのチョゲチョゲPARK』（AuDee） - 主にコンビで不定期出演 |
| 出演日                                                             | #                                                                  | タイトル                                                           | 出典                                                               | 備考                                                               |
| ------------------------------------------------------------------ | ------------------------------------------------------------------ | ------------------------------------------------------------------ | ------------------------------------------------------------------ | ------------------------------------------------------------------ |
| 2020年9月25日                                                      | #22                                                                | 「なにこれ、鶴光さんのラジオ?」                                    | [26]                                                               | 野沢のみ                                                           |
| 2021年1月1日                                                       | #36                                                                | 「かまぼこの奇妙な冒険」                                           | [27]                                                               |                                                                    |
| 2021年7月23日                                                      | #65                                                                | 「ハイパー多目的スタイル」                                         | [28]                                                               |                                                                    |
| 2021年10月1日                                                      | #75                                                                | 「珍棒見せあいっこ講座」                                           | [29]                                                               |                                                                    |
| 2021年12月10日                                                     | #85                                                                | 「濃いめ太夫」                                                     | [30]                                                               |                                                                    |
| 2022年1月7日                                                       | #89                                                                | 「931」                                                            | [31]                                                               |                                                                    |
| 2022年4月1日                                                       | #101                                                               | 「ションベン ドリンカー ファーザー」                               | [32]                                                               |                                                                    |
| 2022年6月10日                                                      | #111                                                               | 「底辺×高さ÷２」                                                   | [33]                                                               |                                                                    |
| 2022年12月9日                                                      | #137                                                               | 「ペロチュー体育館」                                               | [34]                                                               |                                                                    |
| 2023年3月10日                                                      | #150                                                               | 「あらへんでTV」                                                   | [35]                                                               |                                                                    |
| 2023年5月5日                                                       | #158                                                               | 「ピーパッパパラッポ漫談」                                         | [36]                                                               |                                                                    |
| 2023年6月30日                                                      | #166                                                               | 「もう味しなくなってきましたね」                                   | [37]                                                               |                                                                    |
- ナイツ ザ・ラジオショー 狩野英孝ラジオショー(ニッポン放送)、2023年8月9日

### DVD
- 会社員のためのミニドラマで学ぶリスク対応（企業向けDVD）伊藤のみ
- 大爆笑オンエアできないバトル（2009年3月26日、ルーフトップ）
- ぴんく-1ぐらんぷり（2016年4月29日、NYプロダクション）
- ハリウッドザコシショウのものまね100連発ライブ!（2016年7月6日、コンテンツリーグ）野沢のみ
- ハリウッドザコシショウのものまね100連発ライブ!SEASON2（2018年4月25日、コンテンツリーグ）野沢のみ
- ハリウッドザコシショウのものまね100連発ライブ!SEASON3（2020年6月24日、コンテンツリーグ）野沢のみ
- ハリウッドザコシショウのものまね100連発ライブ!SEASON4（2023年3月29日、コンテンツリーグ）
- M-1グランプリ2020 スピンオフ マヂカルラブリー漫才論争へのアンサーLIVE(2021年8月18日、よしもとミュージック)

### その他
黒白専門美術家(モノPOPアーティスト)の上園磨冬の大のお気に入り芸人で、「虹の黄昏」自体が「作品」と捉えられている事より、上園磨冬の個展の「招待作品」として「出品」され、ギャラリーにてネタとトークを披露した。
- 【サイポコネイトVOL.0「廃棄処分と非売品」】（2009年2月25日、銀座ペッパーズギャラリー)[38]。
  - 「虹の黄昏　with 野沢ダイブ禁止／エクストリーム伊藤　WソロGIG」として出演。
- 【サイポコネイトVOL.1「国鉄帝都駅地下室」】（2009年3月29日、DOL東京都零区ショールーム）[39]。
  - 「虹の黄昏　with 野沢ダイブ禁止／かまぼこ体育館akaエクストリーム伊藤　WソロGIG」として出演。

## ライブ・舞台
- 「ロビンソンズのふわふわもふもふvol.3」新宿バッシュ!!（2023年4月27日、ワタナベエンターテインメント所属・ロビンソンズライブ・ゲスト[40][41]）
- 「永野50歳記念ライブ～ありがとう斎藤工」よみうりホール（2024年11月22日）[42]

## 雑誌
- 月刊BADBOYS（少年画報社、2007年）
- e-現場.com（アヴィア、2008年）
- Quick Japan（太田出版、2009年4月）
- 「笑いの聖戦」（スコラマガジン、2010年12月18日）

## 携帯コンテンツ
- タレントコレクション♪ータレコレー
- 190円お笑いTV

## 戦歴
- キングオブコント
  - 2008年　2回戦進出[43]
  - 2009年　2回戦進出[44]
  - 2010年　1回戦敗退[45]
  - 2011年　1回戦敗退[46]
  - 2012年　1回戦敗退[47]
  - 2013年　2回戦進出[48]
  - 2014年　2回戦進出[49]
  - 2015年　2回戦進出[50]
  - 2016年　2回戦進出[51]　
  - 2017年　2回戦進出[52]　
  - 2018年　2回戦進出[53]
  - 2019年　2回戦進出[54]
  - 2020年　2回戦進出[55]
  - 2021年　準々決勝進出[56]
  - 2022年　準々決勝進出[57]
  - 2023年　準々決勝進出[58]
  - 2024年　2回戦進出[59]

- M-1グランプリ
  - 2005年　1回戦敗退[60]
  - 2006年　2回戦進出[61]
  - 2007年　2回戦進出[62]
  - 2008年　1回戦敗退[63]
  - 2009年　2回戦進出[64]
  - 2010年　3回戦進出[65]
  - 2015年　2回戦進出[66]
  - 2016年　2回戦進出[66]
  - 2017年　2回戦進出[66]
  - 2018年　2回戦進出[66]
  - 2019年　3回戦進出[66]
  - 2020年　2回戦進出[66]
  - 2022年　2回戦進出 - モダンタイムスとのユニット「老害マックス」として[5]
  - 2023年　1回戦敗退（失格[67][注釈 1]） - 「老害マックス」として[5]
  - 2024年　3回戦進出 - 「老害マックス」として[5]

- THE MANZAI
  - 2011年　2回戦進出[68]
  - 2012年　2回戦進出[69]
  - 2013年　2回戦進出[70]
  - 2014年　1回戦敗退[71]

- その他のコンテスト（2回戦進出以上）
  - R-1ぐらんぷり2009　2回戦進出(野沢)[72]
  - R-1ぐらんぷり2013　3回戦進出(かまぼこ)[73]
  - R-1ぐらんぷり2014　2回戦進出(かまぼこ)[74]
  - R-1ぐらんぷり2018　2回戦進出(かまぼこ)[75]
  - 第1回ハリウッドザコシショウの喚き-1グランプリ　優勝(野沢)
  - 第2回ハリウッドザコシショウの喚き-1グランプリ　第2位(野沢)
  - 第3回ハリウッドザコシショウの喚き-1グランプリ　優勝(野沢)
  - 第4回ハリウッドザコシショウの喚き-1グランプリ　ファイナリスト(野沢)
  - 第5回ハリウッドザコシショウの喚き-1グランプリ　第3位(野沢)
  - 第6回ハリウッドザコシショウの喚き-1グランプリ　優勝(野沢)
  - 第7回ハリウッドザコシショウの喚き-1グランプリ　第7位(野沢)　第5位(かまぼこ)
  - 第7.5回ハリウッドザコシショウの喚き-1グランプリ　優勝(野沢)　ファイナリスト(かまぼこ)
  - 沼にハマってきいてみた 第1回沼芸人ナンバー1決定戦　優勝
  - 第48回お笑いヨーグルト大会　優勝、2連覇
  - 2022年 第2回笑ラウドネスGP　ファイナリスト(第12位)
  - ラヴィット!Presents 第3回つかみ-1グランプリ　決勝戦1stステージ敗退
  - MXグランプリ～異端芸人決定戦  6月ブロック勝者